# 808s & Heartbreak
808s & Heartbreak är Kanye Wests fjärde studioalbum, utgivet den 24 november 2008.

## Låtförteckning
1. "Say You Will"
2. "Welcome to Heartbreak" (feat. Kid Cudi)
3. "Heartless"
4. "Amazing" (feat. Young Jeezy)
5. "Love Lockdown"
6. "Paranoid" (feat. Mr. Hudson)
7. "RoboCop"
8. "Street Lights"
9. "Bad News"
10. "See You in My Nightmares" (feat. Lil Wayne)
11. "Coldest Winter"
12. "Pinocchio Story"